# Mesquita (Rio de Janeiro)
Mesquita és una ciutat de l'Estat de Rio de Janeiro, al Brasil. La població és de 190.056 persones (dades de 2008). El municipi ocupa una àrea de 34,767 km²;.